# Abdou Diallo
Abdou-Lakhad Diallo (Tours, Centre-Val de Loire, Francia, 4 de mayo de 1996) es un futbolista senegalés que juega como defensa en el Al-Arabi S. C. de la Liga de fútbol de Catar. Es internacional absoluto con la selección de Senegal desde 2021.

## Selección nacional
A nivel internacional, ha representado a la selección francesa en categorías inferiores, desde la sub-17 hasta la sub-21. En categoría absoluta decidió representar a Senegal, debutando el 26 de marzo de 2021 en un encuentro de clasificación para la Copa Africana de Naciones de 2021 ante Congo que terminó en empate a cero.

## Estadísticas

### Clubes
Actualizado al último partido disputado el 7 de mayo de 2025.
| Club                              | Div.          | Temporada     | Liga  | Liga  | Copas nacionales | Copas nacionales | Copas internacionales | Copas internacionales | Total | Total |
| Club                              | Div.          | Temporada     | Part. | Goles | Part.            | Goles            | Part.                 | Goles                 | Part. | Goles |
| --------------------------------- | ------------- | ------------- | ----- | ----- | ---------------- | ---------------- | --------------------- | --------------------- | ----- | ----- |
| A. S. Monaco F. C. Francia        | 1.ª           | 2014-15       | 5     | 0     | 3                | 0                | 0                     | 0                     | 8     | 0     |
| SV Zulte Waregem · Bélgica        | 1.ª           | 2015-16       | 33    | 3     | 2                | 0                | —                     | —                     | 35    | 3     |
| SV Zulte Waregem · Bélgica        | Total club    | Total club    | 33    | 3     | 2                | 0                | 0                     | 0                     | 35    | 3     |
| A. S. Monaco F. C. Francia        | 1.ª           | 2016-17       | 5     | 0     | 5                | 0                | 1                     | 0                     | 11    | 0     |
| A. S. Monaco F. C. Francia        | Total club    | Total club    | 10    | 0     | 8                | 0                | 1                     | 0                     | 19    | 0     |
| 1. FSV Maguncia 05 · Alemania     | 1.ª           | 2017-18       | 27    | 2     | 3                | 1                | —                     | —                     | 30    | 3     |
| 1. FSV Maguncia 05 · Alemania     | Total club    | Total club    | 27    | 2     | 3                | 1                | 0                     | 0                     | 30    | 3     |
| Borussia Dortmund · Alemania      | 1.ª           | 2018-19       | 28    | 1     | 3                | 0                | 7                     | 0                     | 38    | 1     |
| Borussia Dortmund · Alemania      | Total club    | Total club    | 28    | 1     | 3                | 0                | 7                     | 0                     | 38    | 1     |
| Paris Saint-Germain F. C. Francia | 1.ª           | 2019-20       | 16    | 0     | 4                | 0                | 3                     | 0                     | 23    | 0     |
| Paris Saint-Germain F. C. Francia | 1.ª           | 2020-21       | 22    | 0     | 6                | 0                | 8                     | 0                     | 36    | 0     |
| Paris Saint-Germain F. C. Francia | 1.ª           | 2021-22       | 12    | 0     | 2                | 0                | 2                     | 0                     | 16    | 0     |
| Paris Saint-Germain F. C. Francia | Total club    | Total club    | 50    | 0     | 12               | 0                | 13                    | 0                     | 75    | 0     |
| R. B. Leipzig · Alemania          | 1.ª           | 2022-23       | 8     | 1     | 2                | 0                | 5                     | 0                     | 15    | 1     |
| R. B. Leipzig · Alemania          | Total club    | Total club    | 8     | 1     | 2                | 0                | 5                     | 0                     | 15    | 1     |
| Al-Arabi S. C. Catar              | 1.ª           | 2023-24       | 20    | 1     | 3                | 1                | 2                     | 0                     | 25    | 2     |
| Al-Arabi S. C. Catar              | 1.ª           | 2024-25       | 21    | 0     | 3                | 0                | —                     | —                     | 24    | 0     |
| Al-Arabi S. C. Catar              | Total club    | Total club    | 41    | 1     | 6                | 1                | 2                     | 0                     | 49    | 2     |
| Total carrera                     | Total carrera | Total carrera | 197   | 8     | 36               | 2                | 28                    | 0                     | 261   | 10    |
| 1. 2.                             |               |               |       |       |                  |                  |                       |                       |       |       |

## Palmarés

### Títulos nacionales
| Título               | Club                      | País     | Año  |
| -------------------- | ------------------------- | -------- | ---- |
| Ligue 1              | A. S. Monaco F. C.        | Francia  | 2017 |
| Supercopa de Francia | Paris Saint-Germain F. C. | Francia  | 2019 |
| Ligue 1              | Paris Saint-Germain F. C. | Francia  | 2020 |
| Copa de Francia      | Paris Saint-Germain F. C. | Francia  | 2020 |
| Copa de la Liga      | Paris Saint-Germain F. C. | Francia  | 2020 |
| Supercopa de Francia | Paris Saint-Germain F. C. | Francia  | 2020 |
| Copa de Francia      | Paris Saint-Germain F. C. | Francia  | 2021 |
| Ligue 1              | Paris Saint-Germain F. C. | Francia  | 2022 |
| Supercopa de Francia | Paris Saint-Germain F. C. | Francia  | 2022 |
| Copa de Alemania     | R. B. Leipzig             | Alemania | 2023 |

### Títulos internacionales
| Título                    | Club (*)             | Sede    | Año  |
| ------------------------- | -------------------- | ------- | ---- |
| Copa Africana de Naciones | Selección de Senegal | Camerún | 2021 |
| Supercopa Catar-UAE       | Al-Arabi S. C.       | Catar   | 2024 |

(*) Incluyendo la selección.